# 斯普林斯泰申 (肯塔基州)
斯普林斯泰申（英語：Spring Station）是位於美國肯塔基州伍德福德縣的一個非建制地區。

## 地理
斯普林斯泰申所處的海拔為高於海平面248米（即814英呎），而該地所採用的時區為UTC-5，即北美東部時區（EST）。同時該地設有夏令時間，為UTC-5調快一小時，即UTC-4（EDT）。